# Hvor Sorgerne glemmes
Hvor Sorgerne glemmes er en dansk stumfilm fra 1917, der er instrueret af Holger-Madsen efter manuskript af Helen Staberow.

## Handling
Denne artikel mangler et handlingsreferat. Hjælp os med at skrive det.

## Medvirkende
- Henny Lauritzen - Grevinde Schach
- Rita Sacchetto - Cecilie, grevindens ældste datter
- Anton de Verdier - Ernst Nebelong, Cecilies fætter
- Gerda Christophersen - Fyrstinde Sara von Staffenfeldt
- Alf Blütecher - Fyrst Robert, fyrstindens søn
- Frederik Jacobsen - Organist Helmer
- Axel Mattsson
- Mathilde Felumb Friis
- Johanne Krum-Hunderup
- Else Reinwald
- Grete Reinwald
- Hanni Reinwald